# Демеші
Демеші (біл. вёска Дземяшы) — село в складі Молодечненського району Мінської області, Білорусь. Село підпорядковане Городилівській сільській раді, розташоване в західній частині області.